# Программное обеспечение в общественном достоянии
Программное обеспечение в общественном достоянии — программное обеспечение, которое было передано в общественное достояние, другими словами, не защищается авторским правом, товарным знаком или патентом. В отличие от других классов лицензий, нет никаких ограничений относительно того, что может быть сделано с программным обеспечением. Программное обеспечение можно изменять, распространять или продавать даже без ссылки на источник.
Согласно Бернской конвенции, которую подписало большинство стран, автор автоматически получает эксклюзивное авторское право на всё, что он написал, законодательство государства может также предоставить авторское право, патенты, товарные знаки или другие права по умолчанию. Бернская конвенция распространяется и на программное обеспечение. Таким образом, программа автоматически защищена авторским правом, и если автор хочет передать её в общественное достояние, он должен явно отказаться от авторских и других прав на неё. В ряде стран некоторые права (в частности, личные неимущественные права автора) не могут быть отчуждены.

## Проблемы использования термина
По словам Фонда свободного программного обеспечения, словосочетание «общественное достояние» иногда неправильно используется для обозначения любого программного обеспечения, которое распространяется под свободной лицензией (свободное программное обеспечение) или распространяется и используется бесплатно (бесплатное программное обеспечение). Причём даже тогда, когда пользователю предоставляются значительные права (такие, как свобода изменять и распространять программное обеспечение), некоторые права на программное обеспечение, как правило, по-прежнему будут оставаться за автором и использоваться, например, для копилефта (в свободном программном обеспечении) или запрета коммерческого использования (бесплатное ПО). Такое программное обеспечение не находится в общественном достоянии.
Кроме того, исполнимый модуль может быть в общественном достоянии, даже если его исходный код не предоставляется (делая программу несвободной, потому что её нельзя будет изменять). Когда исходный код доступен, программа находится в общественном достоянии на бесплатной основе.
Некоторая путаница может возникнуть в случае программной культуры 1980-х и 90-х годов, когда коллекции программного обеспечения в «общественном достоянии» (обычно сокращённо «ОД») были популярным видом «свободного программного обеспечения» как в смысле бесплатности, так и в смысле отсутствия ограничений. Тогда программное обеспечение часто писалось на таких языках программирования, как, BASIC, в котором исходный код был необходим для запуска программного обеспечения.
В 1980-х годах программное обеспечение в общественном достоянии часто распространялось через локальную группу пользователей или компании, такие как PC-SIG, Саннивейл (Калифорния), которые предоставляли по почте каталоги с более чем 300 дисков при средней цене в $ 6.

## Лицензии и инструменты
В 2000 появилась лицензия WTFPL, лицензирование работы под WTFPL часто считают аналогом выпуска её как общественного достояния. Выпущенная в 2009 году Creative Commons CC0 была создана для совместимости с такими правопорядками (например, право континентальной Европы), которым не свойственно понятие посвящения в общественное достояние. Но лицензии Creative Commons не рекомендуются для лицензирования ПО. Unlicense, в свою очередь, сообщает об отрицании авторских прав на программное обеспечение.
Лицензия 0BSD является эквивалентной общественному достоянию, но при этом не упоминает его вообще и не имеет обсцентой лексики как WTFPL, поэтому именно её рекомендуют использовать для лицензирования ПО.